# 立川ぜん馬
立川 ぜん馬（たてかわ ぜんば）は、落語の名跡である。五代目までは立川 善馬（または三遊亭 善馬）と名乗り当代が現在の名前に改名している。当代は六代目とされるが代々不明な点が多い。
- 初代立川善馬 - 後の桃寿庵清翁坊。
- 二代目立川善馬 - （? - 1867年8月7日？）初代門下。本名・生年月日・享年不詳。「落語奇奴部類」には『二代目立川善馬 八丁堀ニ住ス俗ニ今川奴ト伝』とある。三代目岡本宮染（岡本文弥の母）の義理の伯父（父の姉の夫）だったとされる。通称「今川奴の善馬」。
- 三代目立川善馬 - （生没年不詳）最初は初代門下で立川善之助、のちに三代目善馬を相続。明治に入り地方を廻り大入りし上州で千代鶴という名の寄席小屋を営んでいたこともあった。通称「幽霊善馬」。
- 四代目立川善馬 - （ ?  - 1905年1月9日）、本名∶森口 啓三郎。二代目門下で立川善之助、のちに四代目善馬を相続。前橋で敷島座という寄席小屋を経営、1905年にその小屋の楽屋の火の不始末で家族ともども焼死したという。
- 五代目立川善馬 - 当該項目で記述。

六代目 立川 ぜん馬（1948年9月22日 - 2024年12月8日）は東京都世田谷区出身の落語家。落語立川流所属。明治大学卒業。本名は三須 秀海。出囃子は「舌出し三番叟」。当代は柳派に属する。

## 経歴
1971年1月に七代目立川談志に入門した。前座名は「立川孔志」だった。
1976年7月に二ツ目に昇進し「朝寝坊のらく」を名乗る。1981年、第10回NHK新人落語コンクール 最優秀賞を受賞した。
1982年12月に四代目吉原朝馬、春風亭一朝らと共に真打に昇進し、六代目立川ぜん馬を襲名した。1983年、師匠と共に落語協会を脱退した。落語立川流のAコース真打となった。
2024年12月8日、うっ血性心不全のため、死去した。76歳没。
告別式は近親者のみで執り行われた。2025年3月17日に東京・ロイヤルパークホテルで関係者による「お別れの会」が開かれ、都立目黒高校同級生の北村幾夫（新宿末廣亭3代目席亭）の献杯の挨拶、さこみちよの歌、故人の遺言による立川談之助『懐かしのスーパーヒーロー（月光仮面）』などで明るく故人を偲んだ。

## 芸歴
- 1971年1月 - 七代目立川談志に入門。前座名は「孔志」。
- 1976年7月 - 二ツ目に昇進し、「朝寝坊のらく」を名乗る。
- 1982年12月 - 真打に昇進し、「六代目立川ぜん馬」を襲名。
- 1983年 - 師匠と共に落語協会を脱退し、落語立川流Aコース真打となる。

## 人物
師匠立川談志の芸の継承者と言われるほど落語の実力は折り紙つきで、古典落語を演じさせたら右に出るものはなしと言われるほどである。演じる芸は滑稽噺から人情・怪談・芝居噺と多岐に渡り、数少ない「お客に江戸落語全般を堪能させられる」噺家といえる。
同期入門の噺家として六代目三遊亭円楽、春風亭小朝、桂歌春らがおり、特に円楽とは前座・二ツ目時代にたびたび互いの師匠のところへ稽古に通っていた。また前座時代に円楽、小朝、古今亭八朝と共に『四天王弟子の会』という会を開いたこともある。
落語以外では、妻はTBSラジオの大沢悠里のゆうゆうワイドなどに出演したさこみちよであり、夫婦で関東近辺でイベントを開いて活動していた。2006年には夫婦そろって群馬県片品村の親善大使に選ばれ同村のPRイベントに出演した。
妻が出演していたゆうゆうワイドの内包番組であるミュージックプレゼントのMC毒蝮三太夫は「立川毒まむ志」の高座名を持つ落語立川流Bコースの落語家でもあり師匠経由で夫婦ぐるみで親しい付き合いを持っている。

## その他
- 居合道で心身を鍛練していて腕前は夢想神伝流の二段である。
- 学生時代に競輪場で予想屋のアルバイトをしていたことがあり、競輪の予想に関しては玄人はだし。お別れの会には競輪選手も来場した。
- 高座では落語以外で獅子舞を披露することがあった。
- 2014年にがんの手術を受けて以後は高座出演を控える傾向にあり、特に2016年は入退院を繰り返していたことを妻のさこみちよが大沢悠里のゆうゆうワイド土曜日版で明かした。

## CD
- 立川ぜん馬名演集 第一集（4枚組）寛永三馬術・狸の札／掛取り・味噌蔵／権助芝居・抜け雀・心眼／御神酒徳利・船徳（CURELLE RECARDS 011/014-2)